# アカバ湾

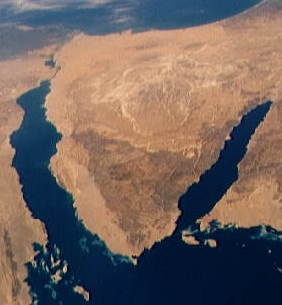
右側の海がアカバ湾（左側の海はスエズ湾）

座標: 北緯28度42分 東経34度42分 / 北緯28.700度 東経34.700度
アカバ湾（アカバわん、阿: خليج العقبة ḫalīǧ al-ʿaqabah, 英: Gulf of Aqaba）は、紅海の北奥、シナイ半島の東側にある、南北に細長く伸びる湾。チラン海峡より北側にある。両岸はエジプトとサウジアラビアであるが、最奥部にはイスラエルのエイラト、ヨルダンのアカバの各港があり、4ヶ国の国境が集中している。イスラエルではエイラト湾（מפרץ אילת）とよばれている。
地学的には、紅海から続く大地溝帯の一部であり、さらに死海へと連なっている。

## 範囲
国際水路機関はアカバ湾の境界を以下のように定めている。
- 南：Ràs al FasmaからRequin島 (27°57′N 34°36′E) を結び、チラン島を通ってその南西端から緯線 (27°54'N) に沿ってシナイ半島に至る線。

## 事件
2006年4月24日、アカバ湾の西側にあるエジプトのリゾート地ダハブで、3カ所でほぼ同時に爆発事件が起き、少なくとも3人の外国人を含む、23人が死亡、62人以上が負傷した。続いて26日、国際平和監視部隊を狙った2件の自爆テロがあった。1件目はエルゴーラで起き、2件目もこの周辺で起きた。ダハブはイスラエル占領時代に作られた観光リゾート都市で、ダイビングのスポットとして知られている。